# Olympische Sommerspiele 1936/Ringen – Griechisch-römischer Stil Weltergewicht (Männer)
Das griechisch-römische Ringen im Weltergewicht bei den Olympischen Sommerspielen 1936 wurde vom 6. bis 9. August in der Deutschlandhalle ausgetragen. Pro Nation durfte maximal ein Athlet antreten. Die Gewichtsklasse war auf 72 kg begrenzt.
Der Wettbewerb wurde nach einem Ausscheidungssystem mit Minuspunkten ausgetragen. In jeder Runde hatte jeder Athlet einen Kampf. Bei ungerader Anzahl an Athleten, hatte ein Athlet ein Freilos. Der Verlierer eines Kampfes erhielt 3 Minuspunkte, wenn er durch einen Schultersieg seines Gegner unterlag oder mit 0:3 Punkten den Kampf verlor. Zwei Minuspunkte erhielt der Athlet bei einer Niederlage von 1:2 Punkten. Der Sieger erhielt einen Minuspunkt, wenn er nach Punkten gewann, und 0 Minuspunkte, wenn der Sieg durch Schultersieg erfolgte. Am Ende jeder Runde wurde jeder Athlet mit mehr als 4 Minuspunkten eliminiert.

## Zeitplan
| Datum          | Runde                   |
| -------------- | ----------------------- |
| 6. August 1936 | Runde 1                 |
| 7. August 1936 | Runde 2                 |
| 8. August 1936 | Runde 3 Runde 4         |
| 9. August 1936 | Runde 5 Runde 6 Runde 7 |

## Ergebnisse

### Runde 1
| Sieger          | Nation             | Art des Sieges          | Verlierer           | Nation       |
| --------------- | ------------------ | ----------------------- | ------------------- | ------------ |
| Silvio Tozzi    | Königreich Italien | Schultersieg            | Dimitrios Zakharias | Griechenland |
| Karel Zvonař    | Tschechoslowakei   | Punkteentscheidung, 3–0 | Nurettin Baytorun   | Türkei       |
| Adolf Rieder    | Schweiz            | Schultersieg            | Maxime Lubat        | Frankreich   |
| Rudolf Svedberg | Schweden           | Schultersieg            | Antun Fischer       | Jugoslawien  |
| Fritz Schäfer   | Deutsches Reich    | Punkteentscheidung, 3–0 | Edgar Puusepp       | Estland      |
| Jean de Feu     | Belgien            | Schultersieg            | Franz Hametner      | Österreich   |
| Eino Virtanen   | Finnland           | Schultersieg            | Gyula Vincze        | Ungarn       |

| Rang | Athlet              | Nation             | Minuspunkte |
| ---- | ------------------- | ------------------ | ----------- |
| 1    | Jean de Feu         | Belgien            | 0           |
| 1    | Adolf Rieder        | Schweiz            | 0           |
| 1    | Rudolf Svedberg     | Schweden           | 0           |
| 1    | Silvio Tozzi        | Königreich Italien | 0           |
| 1    | Eino Virtanen       | Finnland           | 0           |
| 6    | Fritz Schäfer       | Deutsches Reich    | 1           |
| 6    | Karel Zvonał        | Tschechoslowakei   | 1           |
| 8    | Nurettin Baytorun   | Türkei             | 3           |
| 8    | Antun Fischer       | Jugoslawien        | 3           |
| 8    | Maxime Lubat        | Frankreich         | 3           |
| 8    | Edgar Puusepp       | Estland            | 3           |
| 8    | Gyula Vincze        | Ungarn             | 3           |
| 8    | Dimitrios Zakharias | Griechenland       | 3           |
| 14   | Franz Hametner      | Österreich         | 3 (WD)      |

### Runde 2
| Sieger            | Nation             | Art des Sieges          | Verlierer           | Nation           |
| ----------------- | ------------------ | ----------------------- | ------------------- | ---------------- |
| Nurettin Baytorun | Türkei             | Punkteentscheidung, 3–0 | Dimitrios Zakharias | Griechenland     |
| Silvio Tozzi      | Königreich Italien | Punkteentscheidung, 3–0 | Karel Zvonał        | Tschechoslowakei |
| Rudolf Svedberg   | Schweden           | Schultersieg            | Maxime Lubat        | Frankreich       |
| Antun Fischer     | Jugoslawien        | Punkteentscheidung, 3–0 | Adolf Rieder        | Schweiz          |
| Fritz Schäfer     | Deutsches Reich    | Schultersieg            | Jean de Feu         | Belgien          |
| Edgar Puusepp     | Estland            | Schultersieg            | Gyula Vincze        | Ungarn           |
| Eino Virtanen     | Finnland           | Freilos                 |                     |                  |

| Rang | Athlet              | Nation             | Minuspunkte |
| ---- | ------------------- | ------------------ | ----------- |
| 1    | Rudolf Svedberg     | Schweden           | 0           |
| 1    | Eino Virtanen       | Finnland           | 0           |
| 3    | Fritz Schäfer       | Deutsches Reich    | 1           |
| 3    | Silvio Tozzi        | Königreich Italien | 1           |
| 5    | Jean de Feu         | Belgien            | 3           |
| 5    | Edgar Puusepp       | Estland            | 3           |
| 5    | Adolf Rieder        | Schweiz            | 3           |
| 8    | Nurettin Baytorun   | Türkei             | 4           |
| 8    | Antun Fischer       | Jugoslawien        | 4           |
| 8    | Karel Zvonał        | Tschechoslowakei   | 4           |
| 11   | Maxime Lubat        | Frankreich         | 6           |
| 11   | Gyula Vincze        | Ungarn             | 6           |
| 11   | Dimitrios Zakharias | Griechenland       | 6           |

### Runde 3
| Sieger            | Nation          | Art des Sieges | Verlierer     | Nation             |
| ----------------- | --------------- | -------------- | ------------- | ------------------ |
| Eino Virtanen     | Finnland        | Schultersieg   | Silvio Tozzi  | Königreich Italien |
| Nurettin Baytorun | Türkei          | Schultersieg   | Adolf Rieder  | Schweiz            |
| Rudolf Svedberg   | Schweden        | Schultersieg   | Karel Zvonał  | Tschechoslowakei   |
| Fritz Schäfer     | Deutsches Reich | Schultersieg   | Antun Fischer | Jugoslawien        |
| Edgar Puusepp     | Estland         | Schultersieg   | Jean de Feu   | Belgien            |

| Rang | Athlet            | Nation             | Minuspunkte |
| ---- | ----------------- | ------------------ | ----------- |
| 1    | Rudolf Svedberg   | Schweden           | 0           |
| 1    | Eino Virtanen     | Finnland           | 0           |
| 3    | Fritz Schäfer     | Deutsches Reich    | 1           |
| 4    | Edgar Puusepp     | Estland            | 3           |
| 5    | Nurettin Baytorun | Türkei             | 4           |
| 5    | Silvio Tozzi      | Königreich Italien | 4           |
| 7    | Jean de Feu       | Belgien            | 6           |
| 7    | Adolf Rieder      | Schweiz            | 6           |
| 9    | Antun Fischer     | Jugoslawien        | 7           |
| 9    | Karel Zvonał      | Tschechoslowakei   | 7           |

### Runde 4
| Sieger          | Nation          | Art des Sieges          | Verlierer         | Nation             |
| --------------- | --------------- | ----------------------- | ----------------- | ------------------ |
| Eino Virtanen   | Finnland        | Punkteentscheidung, 3–0 | Nurettin Baytorun | Türkei             |
| Fritz Schäfer   | Deutsches Reich | Schultersieg            | Silvio Tozzi      | Königreich Italien |
| Rudolf Svedberg | Schweden        | Punkteentscheidung, 3–0 | Edgar Puusepp     | Estland            |

| Rang | Athlet            | Nation             | Minuspunkte |
| ---- | ----------------- | ------------------ | ----------- |
| 1    | Fritz Schäfer     | Deutsches Reich    | 1           |
| 1    | Rudolf Svedberg   | Schweden           | 1           |
| 1    | Eino Virtanen     | Finnland           | 1           |
| 4    | Edgar Puusepp     | Estland            | 6           |
| 5    | Nurettin Baytorun | Türkei             | 7           |
| 6    | Silvio Tozzi      | Königreich Italien | 7           |

### Runde 5
| Sieger          | Nation          | Art des Sieges          | Verlierer     | Nation   |
| --------------- | --------------- | ----------------------- | ------------- | -------- |
| Rudolf Svedberg | Schweden        | Punkteentscheidung, 3–0 | Eino Virtanen | Finnland |
| Fritz Schäfer   | Deutsches Reich | Freilos                 |               |          |

| Rang | Athlet          | Nation          | Minuspunkte |
| ---- | --------------- | --------------- | ----------- |
| 1    | Fritz Schäfer   | Deutsches Reich | 1           |
| 2    | Rudolf Svedberg | Schweden        | 2           |
| 3    | Eino Virtanen   | Finnland        | 4           |

### Runde 6
| Sieger          | Nation          | Art des Sieges | Verlierer     | Nation   |
| --------------- | --------------- | -------------- | ------------- | -------- |
| Fritz Schäfer   | Deutsches Reich | Schultersieg   | Eino Virtanen | Finnland |
| Rudolf Svedberg | Schweden        | Freilos        |               |          |

| Rang   | Athlet          | Nation          | Minuspunkte |
| ------ | --------------- | --------------- | ----------- |
| 1      | Fritz Schäfer   | Deutsches Reich | 1           |
| 2      | Rudolf Svedberg | Schweden        | 2           |
| Bronze | Eino Virtanen   | Finnland        | 7           |

### Runde 7
| Sieger          | Nation   | Art des Sieges          | Verlierer     | Nation          |
| --------------- | -------- | ----------------------- | ------------- | --------------- |
| Rudolf Svedberg | Schweden | Punkteentscheidung, 2–1 | Fritz Schäfer | Deutsches Reich |

| Rang   | Athlet          | Nation          | Minuspunkte |
| ------ | --------------- | --------------- | ----------- |
| Gold   | Rudolf Svedberg | Schweden        | 3           |
| Silber | Fritz Schäfer   | Deutsches Reich | 3           |